# Bezirk Neufchâteau
Der Bezirk Neufchâteau (französisch arrondissement administratif de Neufchâteau) ist einer von fünf Bezirken in der belgischen Provinz Luxemburg. Er umfasst eine Fläche von 1.354,57 km² mit 65.901 Einwohnern (Stand: 1. Januar 2024) in zwölf Gemeinden.

## Gemeinden im Bezirk Neufchâteau
| Gemeinde           | Einwohner 1. Januar 2024 | Fläche km² | Dichte Einw./km² | NIS- Code | Postleitzahl          |
| ------------------ | ------------------------ | ---------- | ---------------- | --------- | --------------------- |
| Bertrix            | 9.017                    | 137,70     | 65               | 84009     | 6880                  |
| Bouillon           | 5.377                    | 149,09     | 36               | 84010     | 6830–6834, 6836, 6838 |
| Daverdisse         | 1.426                    | 56,40      | 25               | 84016     | 6929                  |
| Herbeumont         | 1.750                    | 58,81      | 30               | 84029     | 6887                  |
| Léglise            | 5.839                    | 172,92     | 34               | 84033     | 6860                  |
| Libin              | 5.351                    | 139,72     | 38               | 84035     | 6890                  |
| Libramont-Chevigny | 11.972                   | 177,86     | 67               | 84077     | 6800                  |
| Neufchâteau        | 8.260                    | 113,79     | 73               | 84043     | 6840                  |
| Paliseul           | 5.530                    | 112,96     | 49               | 84050     | 6850–6853, 6856       |
| Saint-Hubert       | 5.693                    | 111,16     | 51               | 84059     | 6870                  |
| Tellin             | 2.539                    | 56,64      | 45               | 84068     | 6927                  |
| Wellin             | 3.147                    | 67,52      | 47               | 84075     | 6920–6922, 6924       |
| Bezirk Neufchâteau | 65.901                   | 1.354,57   | 49               | 84000     | –                     |